# Tasztamak
Tasztamak (ros. Таштамак) – wieś (dieriewnia) w Rosji, w Baszkortostanie, w rejonie aurgazińskim. W 2010 liczyła 561 mieszkańców, głównie Czuwaszy.